# 葉根壯
葉根壯（1932年7月31日—2014年7月23日），臺灣澎湖縣馬公市後窟潭人（今重光里），臺灣傳統木造建築大木匠師，人稱「壯司」。此外，葉根壯亦擅長擘畫、細木作與鑿花等其他傳統建築技藝，作品散見澎湖與臺灣各處高達七十餘件，包括澎湖天后宮、媽宮城隍廟、火燒坪靈光殿與尖山顯濟殿等。2014年7月23日在復興航空澎湖空難中罹難身亡。

## 師承
澎湖大木作匠系可考的分為「藍系」、「葉系」與「謝系」。:25「藍系」祖師即大正年間主持澎湖天后宮修建工程的藍木，藍氏籍貫廣東潮州，屬於潮州匠派；「葉系」與「謝系」師出同源，乃葉根壯的曾祖父葉媽利開創。:25
葉媽利，字貞吉，生於道光元年（1821年），曾赴金門拜藝，藝成返鄉後延攬同治至光緒年間（1860－1890年間）澎湖地區絕大部分的寺廟工程，業界尊稱為「利司」。葉媽利在清、日政權交替的這一年（1895）撒手人寰，身前有藝傳其子葉元（1856年－1913年）、葉一貫（1865－卒年不詳）以及鄰居謝江三人。:22、25
葉元生有三子，分別是葉育、葉東與葉得令；而當葉元於大正二年（1913）過世時，葉育與葉東並未完全繼承父親的全套技藝，於是當大正九年（1920）葉得令十七歲開始習藝時，便拜入謝江門下。:22
謝江（1870－卒年不詳）約莫於光緒11年（1885）前後向葉媽利習藝，在大正初年到日治時期結束的期間，謝江便是「葉媽利系」僅存的嫡系傳人，又因廣收門徒而另成「謝系」，代表作品為「澎湖觀音亭」與「媽宮城隍廟」。謝自南（1907年－1990年）為謝江之子，後來成為「謝系」一脈成就最豐的大木匠師，據載媽宮城隍廟現場的工程實際上係由謝自南主持，只是謝自南在29歲那年移居高雄，「謝系」一脈的重心也隨之轉移。:22
葉得令（1905年－2000年）收授五名弟子，皆可謂「葉媽利」一系的第四代傳人，其中著名的代表人物為葉得令之子葉銀河（1933－）與其侄葉根壯。:22
葉根壯收徒二人，一是長子葉徵湯、二是姪子陳家耀。:23

## 生平

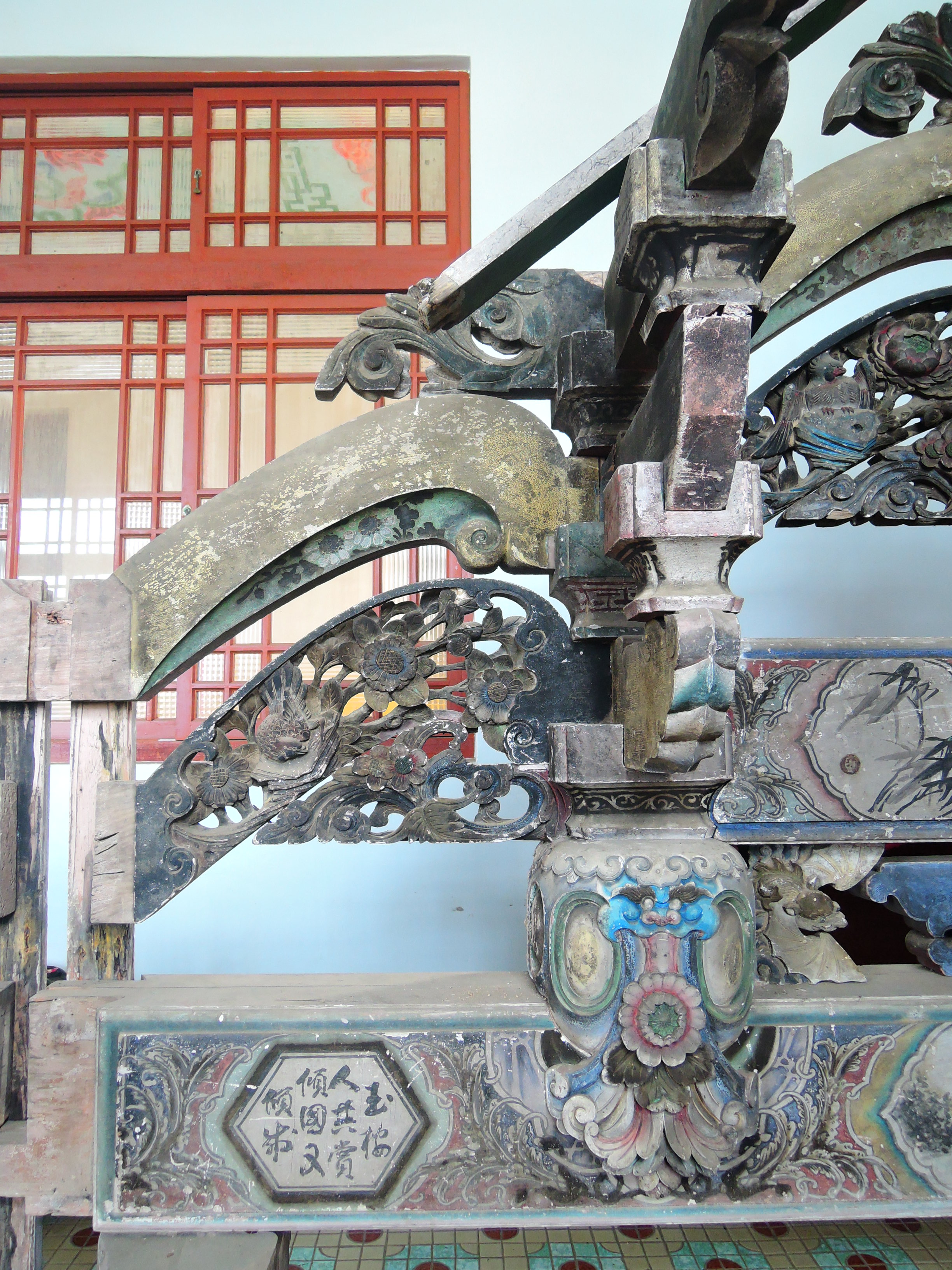
林投鳳凰殿原1949年舊廟之木架構（葉得令門下時期作品），2018年10月攝於原廟三樓東廂房。（今林投鳳凰殿係1978-1982年間重新改建）

葉根壯祖籍來自福建泉州同安金門的「嵺山葉氏」，遷居澎湖開基始祖名諱不詳，二世祖葉春山生於明朝萬曆17年（1589），葉根壯為後窟潭葉氏第13代子孫；曾祖父葉媽利、叔叔葉得令皆是當地知名匠師。
十三歲（1944）公學校畢業後，原在姊夫經營的雜貨店幫忙，十七歲（1948）那年姊夫過世，適逢叔父葉得令前往望安興建吳府宮在即，便毅然結束雜貨店生意同赴望安參與營建工程，翌年正式拜入葉得令門下習藝，二十八歲（1959）出師，第一件獨立承攬的作品為湖西鄉許家村的港元寺（已拆除）。:15
澎湖自1950至1990年代間，乃是傳統宮廟建築工程與技藝發展最為顛峰時期。根據葉根壯口述的紀錄，早期澎湖地區的寺廟較不講究裝飾（小木作），不會另外聘請鑿花匠師，所以大木匠師通常要包辦鑿花匠師的工作，:27葉根壯秉承庭訓使然，遂成業界「全才匠師」的典範。
1949年至1959年間，葉根壯隨叔父葉得令奔走各處搭建寺廟，此一時期施作的工程大多採用木架扇結構，現今唯有吉貝村觀音寺以及林投鳳凰殿的寺廟之中，尚有留存舊木廟時期的斗栱、大楣、步通等木架構之外，葉得令時期的作品大都被拆除殆盡。:28、44
1959年葉根壯開始獨立執業之後，有感於當時建築材料採用鋼筋混泥土漸漸普遍，已經有取代傳統木造建築的趨勢，葉根壯透過自學與觀摩，重新學習鋼筋繪圖與營建的技術，堪稱經歷傳統木造又能夠順應時代變遷的匠藝大師。:38
1990年之後澎湖縣內屢有舊廟拆毀、起蓋新廟之事，不少澎湖傳統木造廟宇因此消失，葉根壯乃留存至少有62座廟宇、總計296張圖面手稿，彌足珍貴。2010年，葉根壯被文建會列為「重要傳統藝術」及「文化資產保存技術」保存者。
2014年，葉根壯入選為文化部7月29日召開「第三屆文化資產保存技術及其保存者審議會議」中列審名單，若中選「文化資產保存獎」即為國家正式列冊的「人間國寶」；但葉根壯卻在審查前夕的7月23日遭逢復興航空222號班機空難，與妻子葉鍾日縛雙雙罹難，不幸身亡。

## 身後事
- 文化部文化資產局局長施國隆對葉根壯的往生感到惋惜，研擬將替葉根壯立傳、出版專書、舉辦紀念特展等活動，並追贈葉根壯「文化資產保存獎」，澎湖縣政府也表示將為葉根壯塑像立碑紀念。[10]
- 葉根壯外孫女陳培樺亦搭乘同程航班，陳培樺雖於空難之中生還，但顱內嚴重出血，2016年仍安養於台中地區的醫院，昏迷不醒。[11]
- 2018年7月1日文化資產局出版《宮廟巧藝：跨越傳統的葉根壯大木作技術》，作者為林世超、張宇彤。

## 作品

### 圖輯

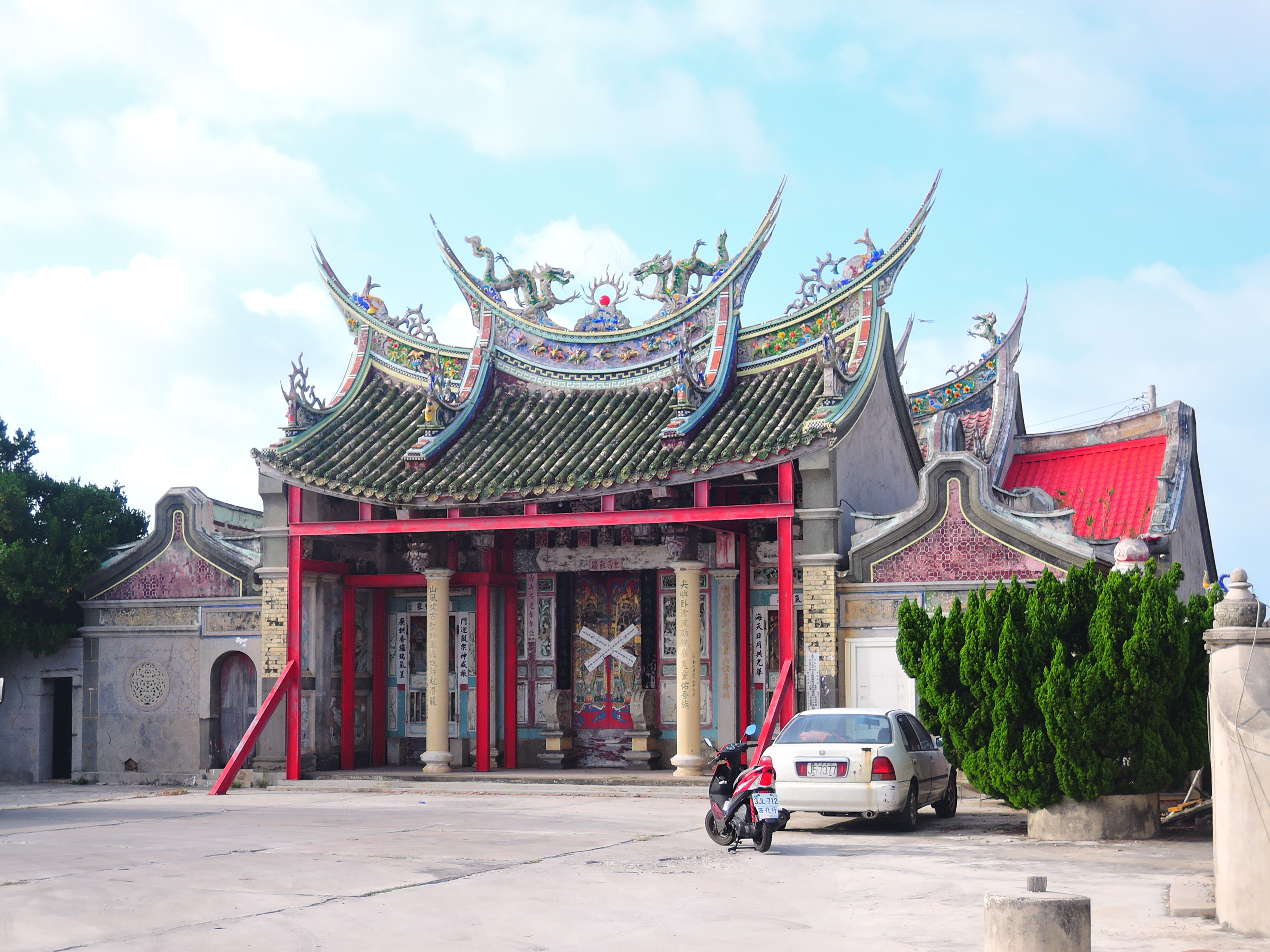
尖山顯濟殿（1965）
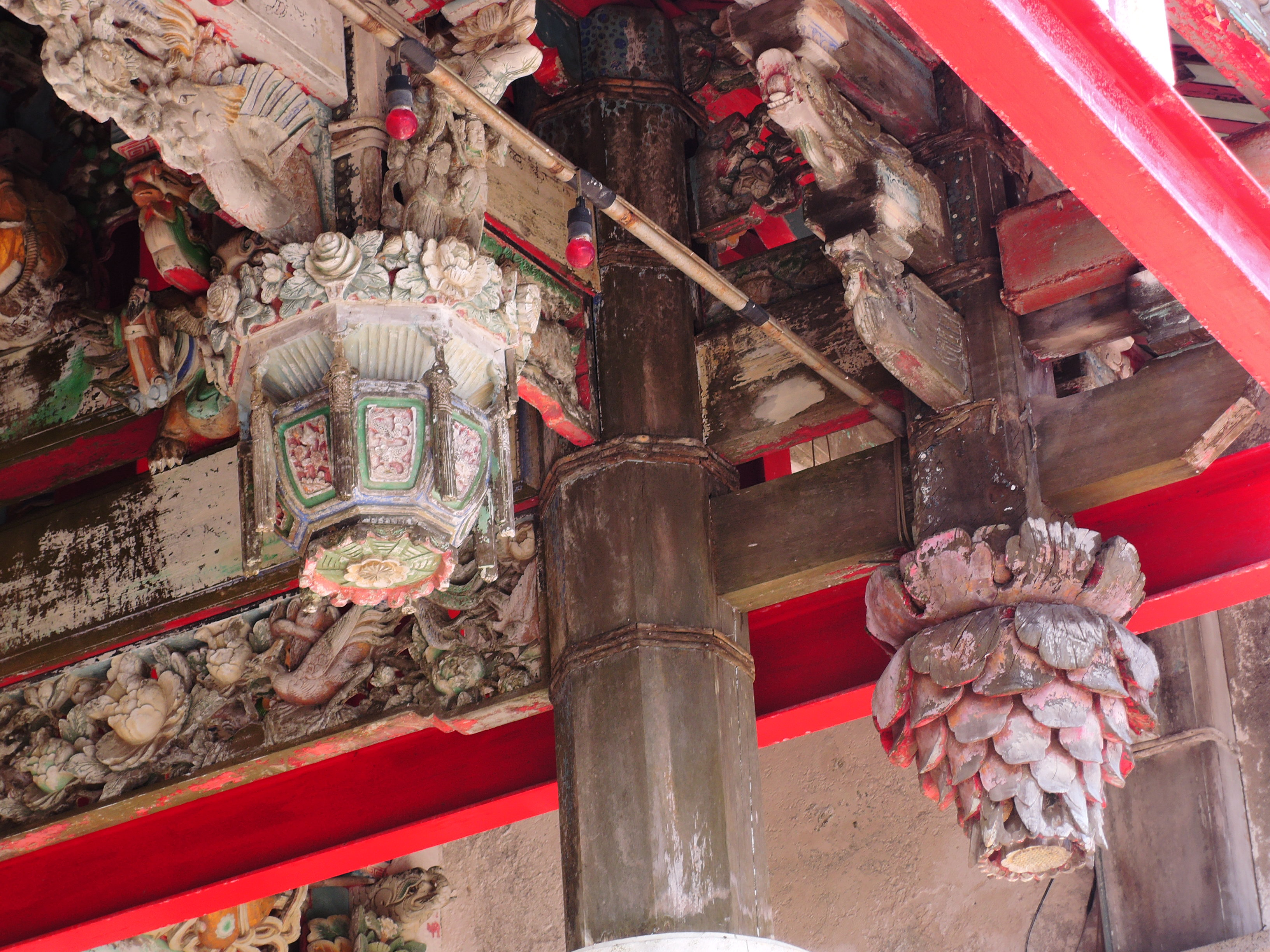
尖山顯濟殿（1965）三川殿木雕
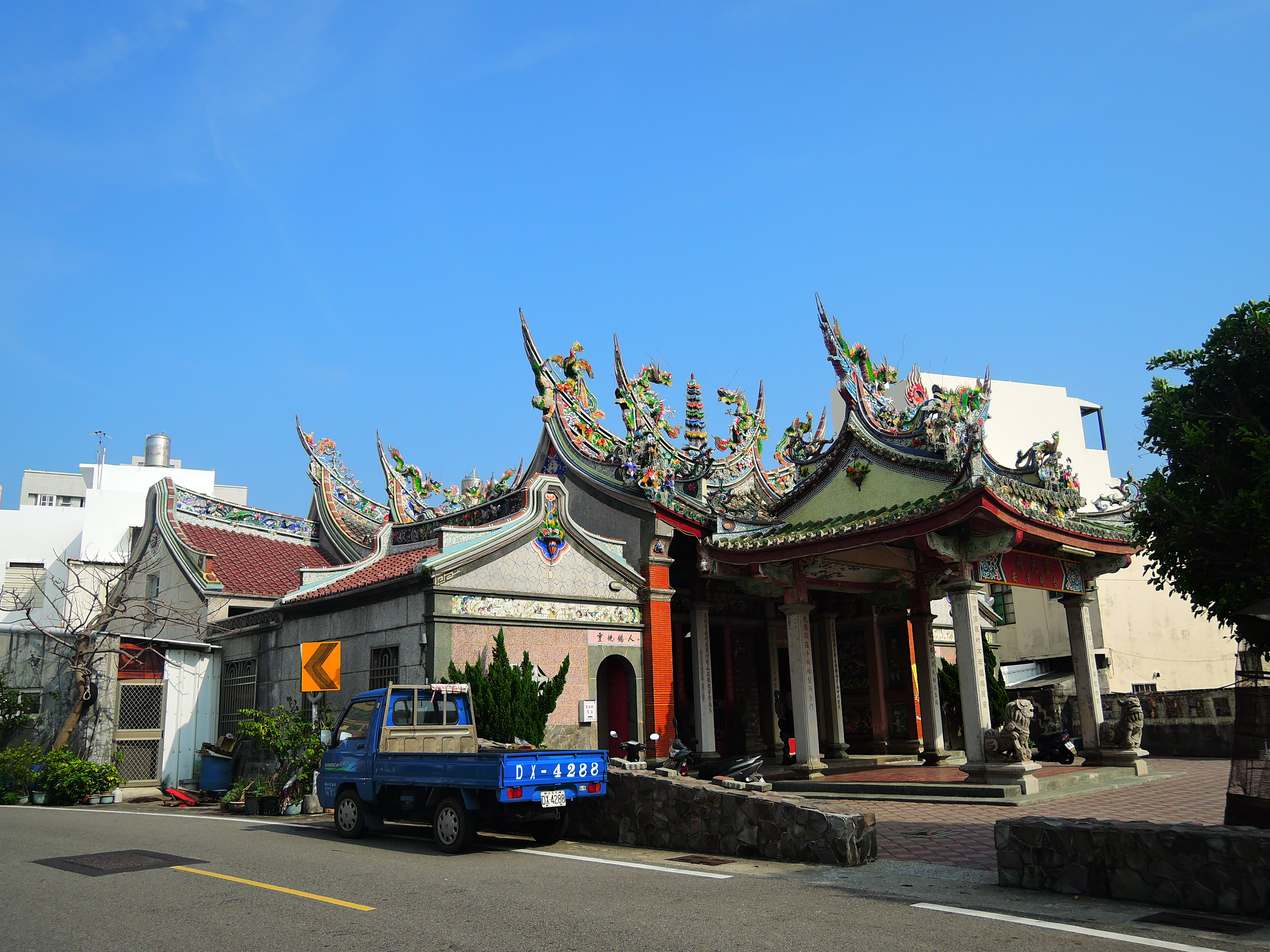
火燒坪靈光殿（1969）
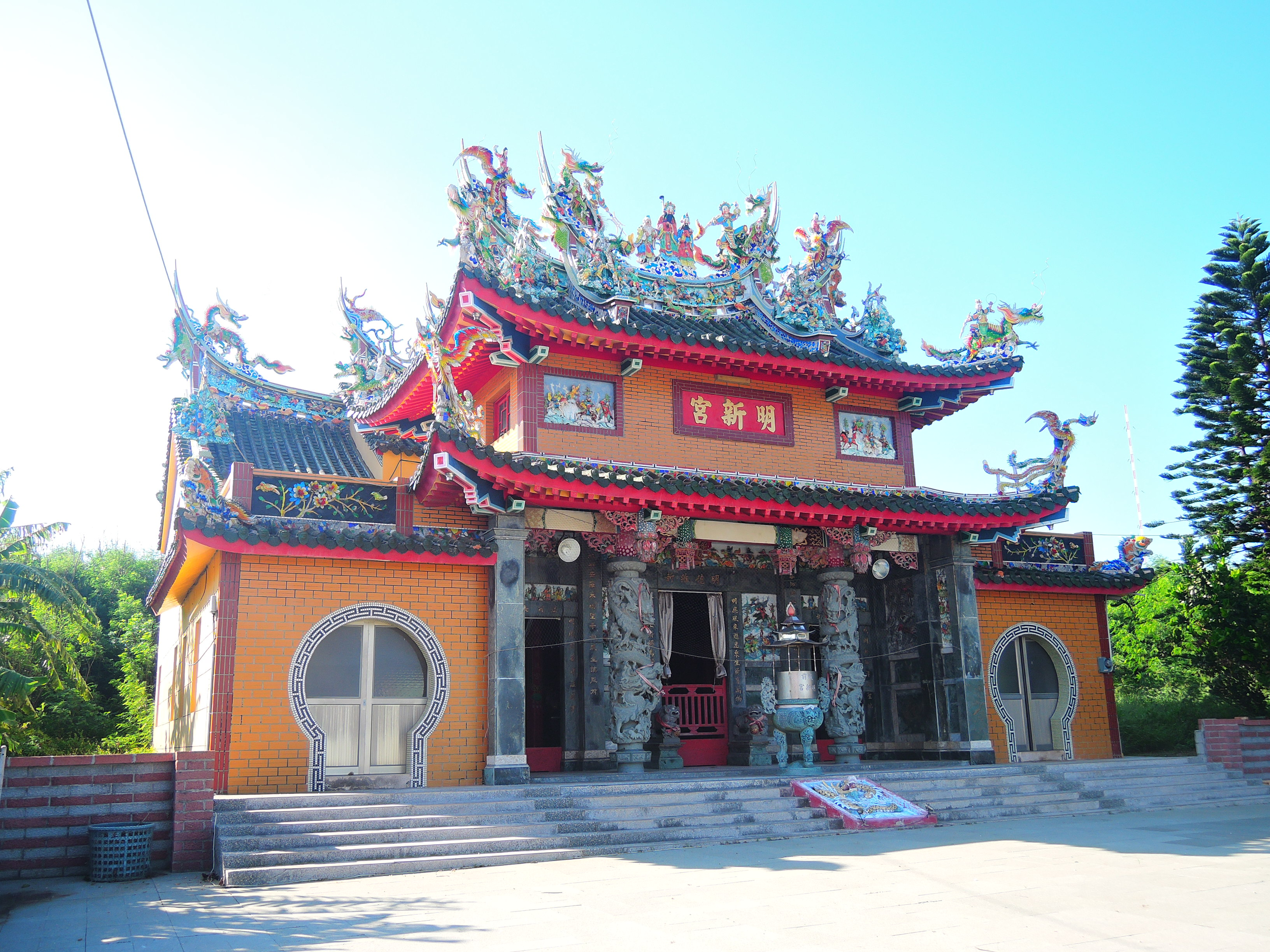
城前明新宮（1976）
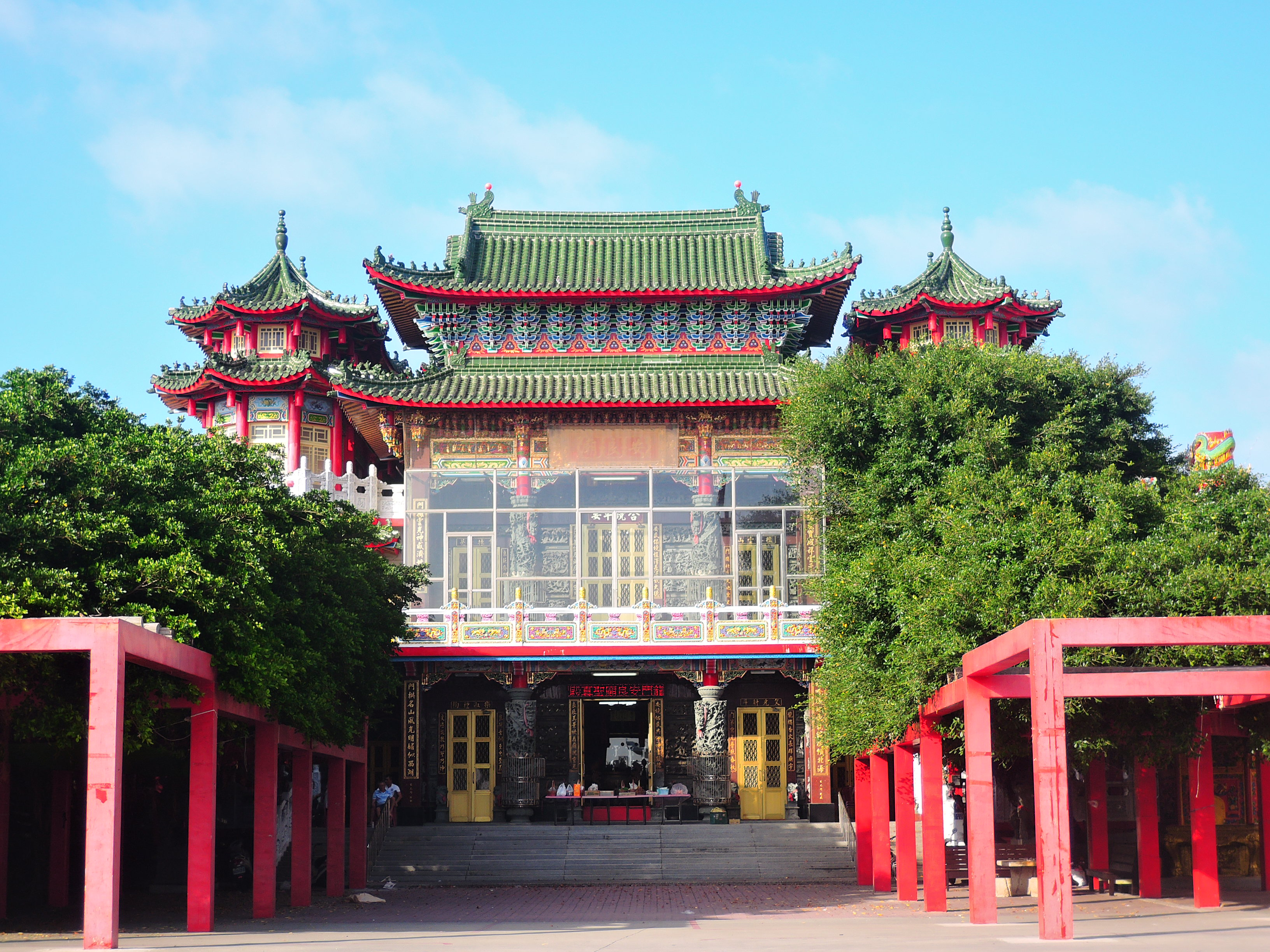
龍門安良廟（1989）
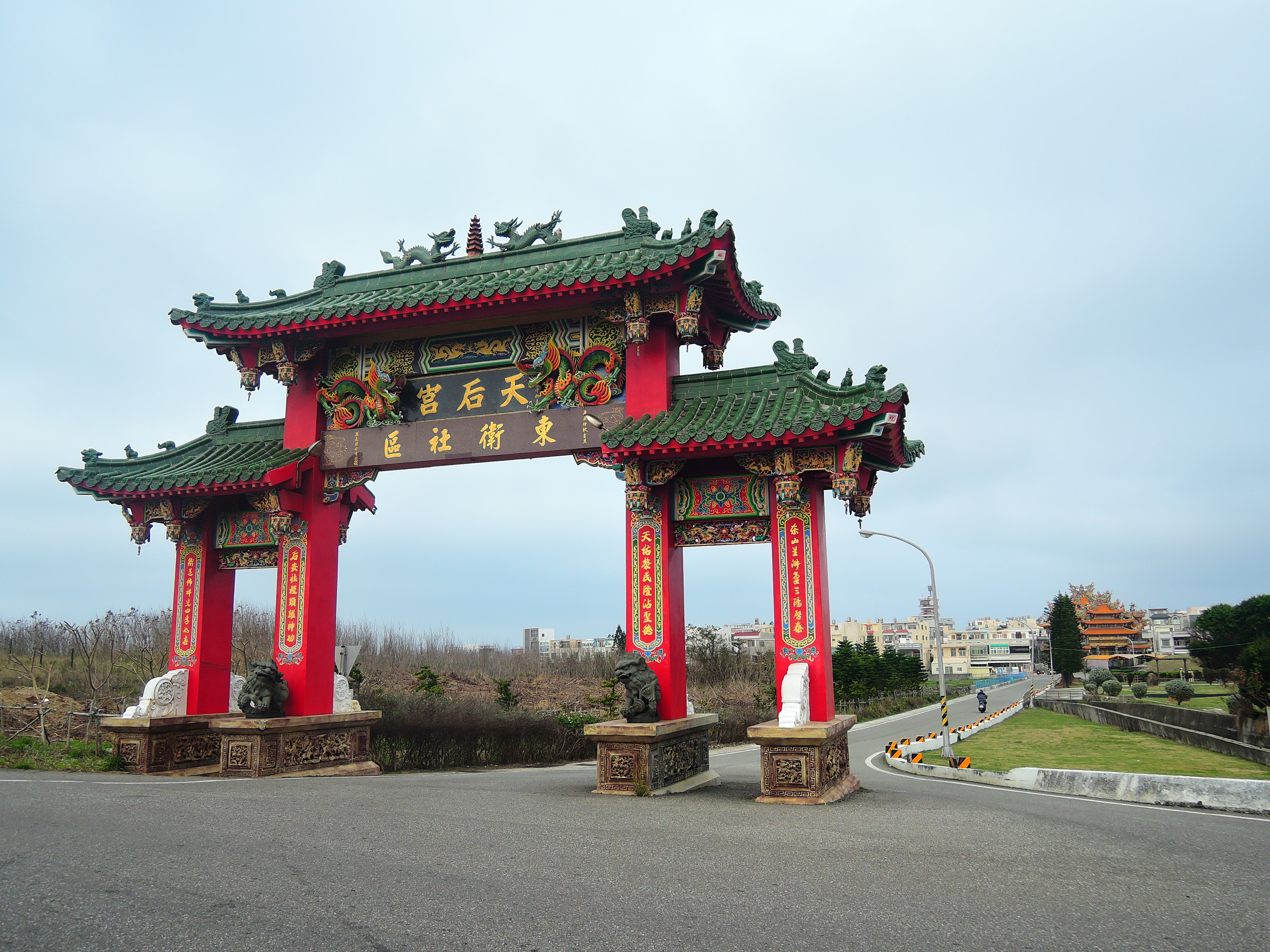
東衛社區門樓（2000）

### 列表
引據2018年出版《宮廟巧藝：跨越傳統的葉根壯大木作技術》一書，茲收錄1959年葉根壯獨立作業之後於澎湖縣的作品分布與現況：
| 序列 | 鄉鎮別 | 村里別 | 寺廟名           | 修建年分 | 現況（2018年為止）               |
| ---- | ------ | ------ | ---------------- | -------- | -------------------------------- |
| 01   | 馬公市 | 井垵里 | 北極殿           | 1967     | 2001年拆除，已建新廟             |
| 02   | 馬公市 | 光榮里 | 靈光殿           | 1969     | 現存原貌                         |
| 03   | 馬公市 | 安宅里 | 周王廟           | 1967     | 已拆除重建                       |
| 04   | 馬公市 | 西衛里 | 九層寶塔         | 1982     | 現存原貌                         |
| 05   | 馬公市 | 東衛里 | 天后宮           | 1967     | 已拆除重建                       |
| 06   | 馬公市 | 東衛里 | 社區門樓         | 2000     | 現存原貌                         |
| 07   | 馬公市 | 前寮里 | 太子殿           | 1973     | 現存原貌                         |
| 08   | 馬公市 | 重光里 | 威靈殿兩廂       | 1993     | 2019年拆除                       |
| 09   | 馬公市 | 重光里 | 福德宮           | 2009     | 現存原貌                         |
| 10   | 馬公市 | 復興里 | 陰陽堂           | 1969     | 2013年修建                       |
| 11   | 馬公市 | 朝陽里 | 潮音寺           | 1975     | 已拆除改建                       |
| 12   | 馬公市 | 鐵線里 | 清水宮           | 1963     | 已建新廟，原廟保留，未拆除       |
| 13   | 馬公市 | 嵵裡里 | 水仙宮           | 1961     | 已拆除重建                       |
| 14   | 白沙鄉 | 吉貝村 | 武聖殿           | 1961     | 保留部分原貌                     |
| 15   | 白沙鄉 | 城前村 | 明新宮           | 1976     | 現存原貌                         |
| 16   | 白沙鄉 | 講美村 | 保安宮           | 1980     | 已拆除重建                       |
| 17   | 白沙鄉 | 講美村 | 龍德宮           | 1964     | 保留部分原貌                     |
| 18   | 白沙鄉 | 講美村 | 靈應廟           | 1975     | 現存原貌                         |
| 19   | 西嶼鄉 | 小池角 | 玄鎮宮           | 2002     | 現存原貌                         |
| 20   | 西嶼鄉 | 外垵村 | 溫王宮           | 2003     | 現存原貌                         |
| 21   | 西嶼鄉 | 外垵村 | 魯班廟           | 1971     | 已拆除重建                       |
| 22   | 西嶼鄉 | 竹篙灣 | 威揚宮           | 1968     | 已拆除重建                       |
| 23   | 西嶼鄉 | 竹篙灣 | 上帝廟           | 1986     | 現存原貌                         |
| 24   | 湖西鄉 | 大城北 | 圓通寺           | 1966     | 現存原貌                         |
| 25   | 湖西鄉 | 中西村 | 中寮代天宮       | 1960     | 現存原貌                         |
| 26   | 湖西鄉 | 中西村 | 西寮代天宮       | 1963     | 1990年修建                       |
| 27   | 湖西鄉 | 白坑村 | 威靈宮           | 1970     | 已拆除重建，更名玉聖殿           |
| 28   | 湖西鄉 | 尖山村 | 顯濟殿           | 1965     | 現存原貌，已通報為文化部歷史建築 |
| 29   | 湖西鄉 | 沙港村 | 廣聖殿           | 1979     | 已拆除重建                       |
| 30   | 湖西鄉 | 林投村 | 鳳凰殿           | 1978     | 現存原貌                         |
| 31   | 湖西鄉 | 青螺村 | 真武殿           | 1971     | 已拆除重建                       |
| 32   | 湖西鄉 | 許家村 | 港元寺           | 1959     | 已拆除重建                       |
| 33   | 湖西鄉 | 許家村 | 社區標誌         | 1990     |                                  |
| 34   | 湖西鄉 | 湖東村 | 許氏宗廟         | 1959     |                                  |
| 35   | 湖西鄉 | 湖東村 | 聖帝廟           | 1996     | 現存原貌                         |
| 36   | 湖西鄉 | 菓葉村 | 北極殿           | 1976     | 現存原貌                         |
| 37   | 湖西鄉 | 菓葉村 | 許氏家廟         | 1974     | 已拆除重建                       |
| 38   | 湖西鄉 | 菓葉村 | 聖帝廟           | 1970     | 現存原貌                         |
| 39   | 湖西鄉 | 隘門村 | 三聖殿           | 1997     | 現存原貌                         |
| 40   | 湖西鄉 | 鼎灣村 | 登香台           | 1996     | 現存原貌                         |
| 41   | 湖西鄉 | 鼎灣村 | 開帝殿、金爐     | 1996     | 現存原貌                         |
| 42   | 湖西鄉 | 鼎灣村 | 永安宮、金爐     | 1996     | 現存原貌                         |
| 43   | 湖西鄉 | 鼎灣村 | 社區標誌         | 1999     | 現存原貌                         |
| 44   | 湖西鄉 | 潭邊村 | 東明宮           | 1974     | 已拆除重建                       |
| 45   | 湖西鄉 | 龍門村 | 安良廟、金爐     | 1989     | 現存原貌                         |
| 46   | 湖西鄉 | 龍門村 | 三太子亭         | 1981     |                                  |
| 47   | 湖西鄉 | 龍門村 | 觀音宮、金爐     | 2003     | 現存原貌                         |
| 48   | 望安鄉 | 西嶼坪 | 華娘廟           | 1971     | 已拆除重建                       |
| 49   | 望安鄉 | 東吉村 | 啓明宮           | 1972     | 保留部分原貌                     |
| 50   | 望安鄉 | 將軍村 | 天后宮金爐、旗桿 | 2001     | 現存原貌                         |